# فاضلی (لامرد)
فاضلی (لامرد)، روستایی از توابع بخش چاه‌ورز شهرستان لامرد در استان فارس ایران است.

## جمعیت
این روستا در دهستان چاه ورز قرار دارد و بر اساس سرشماری مرکز آمار ایران در سال ۱۳۸۵، جمعیت آن ۱۳۷ نفر (۳۳ خانوار) بوده‌است.